# 音無美紀子
音無 美紀子（おとなし みきこ、本名：村井 美紀子、1949年〈昭和24年〉12月26日 - ）は、日本の女優。所属事務所はオフィスのいり。
東京都出身。夫は俳優・声優の村井國夫、妹は元女優の音無真喜子。

## 来歴
服飾業を営む両親の6人姉妹の四女として生まれる。
頌栄女子学院高等学校卒業。在学中の1966年に幼なじみの地井武男の勧めで劇団若草に入団。1967年、『これが青春だ』最終回でデビュー。続けて『でっかい青春』ではレギュラーとなる。
1971年、『お登勢』の主演に抜擢される。TBSホームドラマに数多く起用され、石井ふく子および橋田壽賀子作品の常連役者（石井組）として活躍。
1975年、村井國夫と結婚。村井のことは『でっかい青春』の頃に熱を上げているレギュラー女生徒がいて知っていたが「まったく関心を持っていなかった」という。一男一女に恵まれ、娘の村井麻友美は女優として活動中。なお、麻友美はテレビドラマで音無が演じた役の若年期を演じたことがある。
1986年、息子の難病をきっかけに統一教会（現・世界平和統一家庭連合）に入信。38歳の時に乳がんを患って全摘し、その後はうつ病にも悩まされる。
1992年、夫の説得により、統一教会を脱会。
2011年12月、東日本大震災支援活動「音無美紀子の歌声喫茶」を立ち上げ、被災地でチャリティ公演などを行っている。
2019年、第74回文化庁芸術祭賞演劇部門優秀賞を受賞。
2024年に真喜子ではない妹（末妹の幸子）が急死したことを明かす。

## 人物
趣味はモダンダンス、ギター、料理、茶道、華道。日本舞踊・藤間流の名取で、時代劇や舞台でも活躍する。

## 受賞歴
2025年
- 第32回読売演劇大賞 優秀女優賞（『阿呆ノ記』『つきかげ』）

## 出演

### 映画
- あゝひめゆりの塔（1968年9月21日、日活） - 山辺順子
- 王将（1973年5月19日、東宝）
- 星と嵐（1976年10月23日、東京映画＝M・M・C）
- 男はつらいよ 寅次郎紙風船（1981年12月28日、松竹） - 倉富光枝
- チロヌップのきつね（1987年8月15日、ヘラルド） - 声の出演
- その男、凶暴につき（1989年8月12日、松竹） - 岩城の妻
- ぬくもりの内側 （2023年11月17日、イオンエンターテイメント 厚生労働省推薦） - 林けいこ

### テレビドラマ
- これが青春だ 第39話「青春号出帆」（1967年10月22日、日本テレビ） - 放送部員 役
- でっかい青春（1967年10月- 1968年10月、日本テレビ） - バレー部員 役
- 大河ドラマ（NHK総合）
  - 「竜馬がゆく」 第22回（1968年6月2日） - 楢崎君江 役
  - 「勝海舟」（1974年1月 - 12月） - 柳 役
  - 「おんな太閤記」（1981年1月 - 12月） - まつ 役
  - 「独眼竜政宗」（1987年1月 - 12月） - 蔦 役
- 七人の刑事 第342話「松子と幸平」（1968年7月8日、TBS）
- ポーラテレビ小説（TBS）
  - オランダおいね（1970年3月 - 9月）
  - お登勢（1971年3月 - 9月） - お登勢 役（主役）
- 連続テレビ小説 「虹」（1970年4月 - 1971年4月、NHK総合）
- 一心太助（1971年10月 - 1972年3月、フジテレビ） - お仲 役
- 十手野郎捕物控 第4話（1971年10月28日、TBS）
- ポーラ名作劇場「続氷点」（1971年12月 - 1972年1月、NET）
- 東芝日曜劇場（TBS）
  - すぎし去年（1971年12月26日）
  - 二人だけの道シリーズ（1972年 - 1973年）
  - もの言わぬ愛（1973年8月12日）
  - 妻の春（1973年12月30日）
  - あしたの海（1977年9月11日） - 鳴水文子 役
  - 女たち（1978年11月5日） - 久子 役
- 清水次郎長 第51話「血煙り荒神山」（1972年4月22日、フジテレビ）
- 忍法かげろう斬り 第4話「くの一の貞操」（1972年4月25日、フジテレビ）
- 父子鷹（1972年5月 - 9月、関西テレビ） - 勝信子（お信） 役
- 銭形平次 第316話「母ごころ」（1972年5月24日、フジテレビ）
- 入ってまあす!（1972年7月 - 9月、TBS）
- あおによし（1972年10月 - 1973年3月、NHK総合） - とも代 （主役） 役
- 剣客商売（1973年4月 - 9月、フジテレビ） - 佐々木三冬 役
- ありがとう 第3シリーズ（1973年4月 - 1974年4月、TBS）- 新堀未絵 役
- 赤ひげ 第32話（1973年6月1日、NHK総合） - おこう 役
- 狼・無頼控 第8話「恐怖の夜叉面」（1973年11月23日、NET）
- たんぽぽ (1)（1973年12月 - 1974年5月、日本テレビ） - 高根幸 役
- わが子は他人（1974年4月 - 9月、TBS） - 福山紀子 役
- ありがとう 第4シリーズ（1974年5月 - 1975年4月、TBS） - 野村彩子 役
- つくし誰の子(4)（1974年10月 - 1975年4月、日本テレビ）
- たんぽぽ(2)（1975年4月 - 1975年11月、日本テレビ）
- はじめまして（1975年5月 - 9月、TBS）
- 男なら（1975年10月 - 1976年3月、日本テレビ） - 森沢浩子 役
- たんぽぽ(3)（1976年5月 - 10月、日本テレビ）
- 新・座頭市 （フジテレビ）
  - 第1シリーズ 第9話「見えない涙に虹を見た」（1976年11月） - おその 役
  - 第2シリーズ 第17話「霜夜の女郎花」（1978年5月8日）
- ちちんぷいぷい（1977年4月 - 9月、日本テレビ）
- たんぽぽ(4)（1977年5月 - 10月、日本テレビ）
- 土曜ワイド劇場（テレビ朝日）
  - 「松本清張の声・ダイヤルは死の囁き」（1978年3月11日） - 小谷朝子 役（主役）
  - 「戦後最大の誘拐 吉展ちゃん事件」（1979年6月30日）
  - 「松本清張の白い闇・十和田湖偽装心中」（1980年12月6日） -　小関信子 役（主役）
  - 「松本清張の山峡の章・みちのく偽装心中」（1981年10月10日） - 朝川昌子 役（主役）
  - 「船長シリーズ」（1988年 - 2002年） - 杉崎紀伊子 役
  - 「再捜査刑事・片岡悠介5」（2013年7月6日） - 松島雪子 役
- たんぽぽ(5)（1978年5月 - 10月、日本テレビ）
- 熱中時代（第1シリーズ）（1978年10月 - 1979年3月、日本テレビ） - 花井（八代）恵子 役
- 伝七捕物帳（1979年2月 - 9月、テレビ朝日） - おゆう 役
- 熱中時代 刑事編（1979年、日本テレビ） - 春樹しずか 役
- 同心部屋御用帳 江戸の旋風IV 第21話「女房の秘密」（1979年、フジテレビ） - おこん 役
- 愛（1979年8月 - 1980年4月、TBS） - 妻木淳子 役
- 土曜ドラマ（NHK総合）
  - 離婚（1980年） - 節子 役
- 愛のA・B・C・D（1980年11月 - 、日本テレビ） - 森下先生 役
- それからの武蔵（1981年1月2日、テレビ東京） - お松 役
- 花咲け花子（1981年10月 - 1982年1月、日本テレビ） - 独身の女医
- 嫁がず、出もどり、小姑（1981年10月 - 1982年3月、フジテレビ） - 古山里子 役
- 春よ来い（1982年11月 - 1983年5月、日本テレビ） - 丸山紀子 役
- 源さん（1983年5月 - 9月、日本テレビ）
- 銀河テレビ小説（NHK総合）
  - 花丸銀平（1984年） - 綿貫紀子 役
- 風にむかってマイウェイ（1984年11月、TBS） - 大里洋子 役
- 男の家庭科（1985年1月 - 3月、フジテレビ） - 酒井邦子 役
- 西村京太郎サスペンス「ピンクカード」（1986年12月1日、関西テレビ）
- 西田敏行の泣いてたまるか 第8話「父ちゃんはタクシードライバー」（1986年12月9日、TBS）
- 塀の中の懲りない面々（1987年5月 - 1990年4月、TBS）
- プロゴルファー祈子（1987年10月 - 1988年4月、フジテレビ） - 神島保子 役
- ビートたけしの浅草キッド・青春奮闘編（1988年、テレビ朝日）
- 明日-1945年8月8日・長崎（1988年8月9日、日本テレビ） - 水本満江 役
- 大家族時代（1991年5月 - 6月、フジテレビ）
- 鬼平犯科帳 第3シリーズ 第5話「熊五郎の顔」（1992年1月22日、フジテレビ） - お延 役
- 家族の物語（1993年1月 - 4月、TBS） - 石坂香子 役
- 小京都ミステリー13（1995年、日本テレビ） - 高木和代 役
- 清水次郎長物語（1995年、フジテレビ） - お縫 役
- はるちゃんシリーズ（1996年 - 2000年、東海テレビ） - 女将・涼子 役
- 月曜ドラマスペシャル「演歌・唱太郎の人情事件日誌1」（1996年9月2日、TBS） - 吉沢公枝 役
- 女囚〜塀の中の女たち3（1997年9月25日、TBS）
- 追跡4（1998年8月18日、日本テレビ） - 佐久間美恵子 役
- 小京都ミステリー27（2000年1月11日、日本テレビ） - 島本文子 役
- 警部補 佃次郎11（2000年10月31日、NTV） - 平山好子 役
- Love Story 最終話（2001年6月24日、TBS） - 美咲の母
- 早乙女千春の添乗報告書11（2001年7月2日、TBS） - 井上しのぶ 役
- おばさん会長・紫の犯罪清掃日記 ゴミは殺しを知っている3（2002年7月22日、TBS） - 中川房江 役
- 松本清張サスペンス特別企画・霧の旗（2003年9月16日、TBS） - 大塚芳子 役
- 科学捜査研究所・文書鑑定の女（2004年2月7日、テレビ朝日） - 青木まり子 役
- 火曜サスペンス劇場 警部補 佃次郎19 妻の秘密（2004年4月13日、日本テレビ） - 中村美香子 役
- 女と愛とミステリー「窓際信金マンの事件帳簿2 復讐する女」（2004年、テレビ東京）
- 夫婦（2006年2月4日、テレビ朝日）
- だいすき!!（2008年1月、TBS） - 下柳園長 役
- 家政婦は見た!ファイナル（2008年7月12日、テレビ朝日） - 中川道子 役
- 月曜ゴールデン「浅見光彦シリーズ27 斎王の葬列」（2009年9月7日、TBS） - 長屋富子 役
- 金曜プレステージ「浅見光彦シリーズ37 長崎殺人事件」（2010年4月30日、フジテレビ） - 山崎柚紀子 役
- 三匹のおっさん2〜正義の味方、ふたたび!!〜 最終話（2015年6月12日、テレビ東京） - 高橋美代 役
- 科捜研の女 第15シリーズ 第11話（2016年2月4日、テレビ朝日） - 佐藤ふみ子 役
- 立花登青春手控え（2016年5月 - 7月、NHK BSプレミアム） - なを 役
- 女たちの特捜最前線 第5話（2016年8月18日、テレビ朝日） - 宮坂恒子 役
- 警視庁・捜査一課長 season2 第5話（2017年5月18日、EX） - 菊池恵子 役
- ミステリースペシャル 特殊犯罪課・花島渉（2017年3月16日、テレビ朝日） - 津村八重 役
- 月曜名作劇場 「新・浅見光彦シリーズ5」（2019年1月7日、TBS） - 武上慶子 役

### 舞台
- おんなの家
- 女と味噌汁
- なつかしい顔
- 女たちの忠臣蔵
- 屋根の上のバイオリン弾き（1980年・1981年） - ツァイテル 役
- 喜和
- ああ離婚
- 妻たちの鹿鳴館
- 眠り人形(2003年、3月　三越劇場）
- 冬の蝶
- 女は遊べ物語
- 佐賀のがばいばあちゃん
- 三丁目の夕日
- 善人なおもて往生をとぐ 親鸞わが心のアジャセ
- 菊次郎とさき（2012年・2015年） - 北野うし 役
- 吉本百年物語 深夜のキラ星〜スター誕生〜（2012年11月、なんばグランド花月） - 河村治子 役
- 嫁も姑も皆幽霊[8] - 水澤克子 役（初演）、水澤梅子 役（2015年）
- おたふく物語（2016年9月、明治座） - おその 役 [9]
- 風を打つ（2019年11月・2024年7月、トム・プロジェクト プロデュース） - 杉坂栄美子 役[10]
- 阿呆ノ記（2024年6月4日 - 16日、すみだパークシアター倉）[11]
- つきかげ（2024年11月7日 - 17日、下北沢駅前劇場）[12]
- 鬼灯町鬼灯通り三丁目（2025年8月29日 - 9月4日〈予定〉、赤坂RED/THEATER / 9月20日〈予定〉、ふじさんホール）[13]

### ドキュメンタリー
- 絶景・開運紀行〜霊峰・阿蘇から神話の里・高千穂へ〜（2014年7月7日、BS朝日）
- 両親に贈りたい旅 ハノイからホーチミンへ ベトナム縦断!絶景いやし紀行（2015年9月27日、BS朝日）

### ラジオ
- Changeの瞬間 〜がんサバイバーストーリー〜 （2020年10月18日・25日、朝日放送ラジオ）[14]

### CM
- トクホン
- イトーヨーカ堂
- CHOYA 紀州 ：夫の村井国夫、娘で女優の村井麻友美と家族で出演
- えがおの黒酢（2009年）
- 花王「マジックリン」「バスマジックリン」「トイレマジックリン」「つけ置きマジックリン」
- 井村屋・水ようかん（1975年度頃）

## 著書（共著）
- 村井國夫、音無美紀子『妻の乳房 -「乳がん」と歩いた二人の十六年』光文社、2004年5月21日。ISBN 978-4334974497。